# Lataniinae
Lataniinae es una subtribu de plantas con flores perteneciente a la subfamilia Coryphoideae dentro de la familia Arecaceae. Tiene los siguientes géneros.

## Géneros
- Borassodendron - Borassus - Latania - Lodoicea